# Alexis Brunelle-Duceppe
Pour les articles homonymes, voir Brunelle et Duceppe.
Alexis Brunelle-Duceppe, né le 1er juillet 1979 à Montréal, est un perchiste (cinéma), ouvrier de l'industrie papetière et homme politique canadien.
Lors des élections fédérales canadiennes du 21 octobre 2019, il est élu député de la circonscription du Lac-Saint-Jean à la Chambre des communes sous la bannière du Bloc québécois.

## Biographie
Né le 1er juillet 1979 à Montréal, Alexis Brunelle-Duceppe est le fils de l'homme politique Gilles Duceppe et de Yolande Brunelle,, et petit-fils du comédien Jean Duceppe. Après des études en art et technologie des médias au Cégep de Jonquière, où il rencontre sa future conjointe, il travaille pendant 20 ans à Montréal comme perchiste sur des plateaux de tournage. En 2017, il s'installe à Alma, au Lac-Saint-Jean, avec sa conjointe et ses trois enfants. Puis, pour éviter les déplacements continuels vers Montréal pour le travail, il trouve un emploi à l'usine d'Alma de Produits forestiers Résolu.

### Carrière politique
Au début de 2019, Alexis Brunelle-Duceppe songe à se lancer en politique. Il annonce officiellement sa candidature dans la circonscription de Lac-Saint-Jean en avril, et celle-ci est confirmée en mai. Au scrutin du 21 octobre 2019, il défait le député sortant Richard Hébert par plus de 10 000 voix.
En novembre 2019, il est désigné porte-parole du Bloc québécois pour la Francophonie internationale et la Coopération internationale. Il est réélu sous la même bannière le 20 septembre 2021, obtenant plus de 50 % des votes avec une majorité de 12 567 voix. Il obtient alors les dossiers d'immigration, réfugiés et citoyenneté et des droits de la personne au sein de son parti.
Il est également vice-président du Comité permanent de la citoyenneté et de l'immigration de la Chambre des communes, et vice-président du Sous-comité des droits internationaux de la personne du Comité permanent des affaires étrangères et du développement international.
Il est réélu lors des élections de 2025 avec 46,2 % des voix et une majorité de plus de 9 500 voix.

### Sanctions par la Chine
Depuis mars 2021, le député est visé par une interdiction de séjour en Chine et en Russie. L’interdiction est imposée par la Chine contre des parlementaires canadiens après l’adoption d'une motion visant la reconnaissance d'un génocide contre les minorités musulmanes en Chine : les Ouïghours et d’autres musulmans turciques.
La motion avait été amendée par le Bloc québécois afin d’y inclure une mention voulant que les Jeux olympiques d'hiver de 2022 à Pékin soient déplacés.
Lors du Congrès mondial des Ouïghours en novembre 2021 à Prague, Alexis Brunelle-Duceppe avait présenté une résolution, adoptée à l'unanimité par des Ouïghours de 19 pays présents ainsi que des observateurs politiques de dix pays (dont les États-Unis, l’Allemagne, la France et l’Angleterre), pour demander que le Comité international olympique et ses comités nationaux repoussent les Jeux olympiques d'hiver de 2022 afin de laisser le champ libre à une mission d’observation internationale de l’Organisation des Nations unies et ainsi éviter la tenue de ce qu’il qualifiait de « Jeux de la honte » dans une lettre ouverte signée par 30 personnes, dont des élus libéraux, conservateurs, néo-démocrates et du Parti vert, mais également des personnalités publiques, comme l’ancien champion olympique Jean-Luc Brassard. 
Le 30 janvier 2024, Alexis Brunelle-Duceppe fait adopter une motion d'étude au Sous-comité des droits internationaux de la personne de la Chambre des communes sur l'arrestation et la détention par les autorités de Hong Kong du défenseur de la démocratie et éditeur du journal Apple Daily Jimmy Lai.

### Étudiants africains francophones
Alexis Brunelle-Duceppe est à l'origine des consultations menées par le Comité permanent de la citoyenneté et de l’immigration de la Chambre des communes sur le refus massif d'étudiants de l'Afrique francophone.
Il dénonce le fait que le ministère d'Immigration, Réfugiés et Citoyenneté Canada semble refuser plus d’étudiants étrangers francophones qu’anglophones. Selon des informations obtenues par Radio-Canada, le taux de refus pour un visa étudiant destiné au Québec, et traité par ce ministère, est nettement plus élevé que celui des autres provinces canadiennes. Ce taux atteint ou dépasse même les 80 % dans certains pays d'Afrique francophone.

### Négociations entourant l'ACEUM
Au début de l'année 2020, le député bloquiste Alexis Brunelle-Duceppe a dénoncé la différence de traitement obtenu par l’acier et l’aluminium dans les négociations entourant le processus de ratification l'Accord Canada–États-Unis–Mexique (ACEUM), alors que le Bloc québécois a soumis une proposition au gouvernement libéral pour offrir une meilleure protection à l’aluminium produit au Québec .
Dans la foulée des négociations, le Bloc québécois demandait notamment la création d'un mécanisme de surveillance pour empêcher le dumping de l'aluminium chinois sur le marché nord-américain .

### Industrie forestière et crise du bois d'oeuvre
Alexis Brunelle-Duceppe reproche à Ottawa de céder trop facilement vis-à-vis de son homologue américain lors des négociations relatives aux tarifs douaniers sur le bois envoyé aux États-Unis en provenance du Canada. Il demande notamment au gouvernement fédéral canadien de s’attaquer à la surtaxe américaine, en plus d'accroitre les budgets de recherche fondamentale et de soutenir le développement d’une chaîne de valeur pour la 2e et 3e transformation des ressources forestières.